# Nodochrysa necrota
Nodochrysa necrota är en insektsart som först beskrevs av Banks 1920.  Nodochrysa necrota ingår i släktet Nodochrysa och familjen guldögonsländor. Inga underarter finns listade i Catalogue of Life.